# Нельсон (зразы)
Зразы «Не́льсон», зразы а-ля Нельсон, зразы по-нельсонски (пол. zrazy à la Nelson) — мясное блюдо в польской кухне из натуральной или рубленой говядины с грибами, получило распространение также в русской дореволюционной кухне. Блюдо носит имя британского флотоводца Горацио Нельсона.
В русской дореволюционной кулинарной литературе прослеживается два основных рецепта приготовления зраз а-ля Нельсон. В. Завадская в своём труде «Литовская кухарка» предлагает тушёное блюдо: в первом рецепте в кастрюлю закладывают слоями разделанную на отбивные говяжью вырезку, обжаренный репчатый лук, тёртый хлеб и отваренные сушёные грибы. Это блюдо гарнируют жареным картофелем. В другом её рецепте из рубленого мяса формируют мясной рулет с начинкой из тех же грибов с луком и тушат в кастрюле. П. П. Александрова-Игнатьева следует первому рецепту В. Завадской, но рекомендует мясо предварительно обжарить на сливочном масле и подавать под сметанным соусом. Е. И. Молоховец и П. Ф. Симоненко приводят рецепты рулетов из рубленого мяса с грибной начинкой. В «Поварском искусстве» П. М. Зеленко тушёные зразы «Нельсон» запекают в духовом шкафу и сервируют в порционных сотейниках или горшочках. В них закладывают зразы из мелко нарезанного, отбитого скалкой и обжаренного на сливочном масле мяса с обжаренным луком, нарезанными шампиньонами и картофелем. Натуральные «зразы по-нельсонски» из издания «Польская кухня» 1966 года после обжарки доводят до готовности в духовом шкафу, выложив в кастрюлю послойно с грибами, луком и картофелем и залив сметаной. «Нельсоновские зразы» упоминаются на первых страницах романа Болеслава Пруса «Кукла»: главный герой Вокульский в бытность половым подавал их к пиву.